# Piptostigma oyemense
Piptostigma oyemense Pellegr. – gatunek rośliny z rodziny flaszowcowatych (Annonaceae Juss.). Występuje naturalnie w północnym Gabonie. 

## Morfologia
PokrójZimozielone drzewo lub krzew. Dorasta do 6–7 m wysokości.
LiścieMają eliptyczny kształt. Mierzą 4–9,5 cm długości oraz 1–8,5 cm szerokości. Są lekko owłosione od spodu. Nasada liścia jest klinowa. Blaszka liściowa jest o długo spiczastym wierzchołku. Ogonek liściowy jest owłosiony i dorasta do 3–5 mm długości.
KwiatySą zebrane w grona, rozwijają się w kontach pędów lub bezpośrednio na pniach i gałęziach (kaulifloria). Mają różową barwę. Działki kielicha mają trójkątny kształt, są owłosione, i dorastają do 2–5 mm długości. Płatki zewnętrzne mają trójkątny kształt i zielonkawą barwę, osiągają do 18 mm długości, natomiast wewnętrzne są różowe, lancetowate i mierzą 1–6 cm długości. Kwiaty mają 2–3 owłosione owocolistki o podłużnym kształcie.
OwocePojedyncze mają jajowato elipsoidalny kształt, zebrane w owoc zbiorowy. Są kolczaste, siedzące. Osiągają 4,5 cm długości. Mają różowawą barwę.

## Biologia i ekologia
Rośnie w wilgotnych lasach. 